# 앙쥬 비에르쥬
앙쥬 비에르쥬(Ange Vierge, アンジュ・ヴィエルジュ)는 가도카와 (기업)의 두 브랜드 회사인 후지미 쇼보와 미디어팩토리가 출시한 일본의 디지털 수집형 카드 게임이다. 2013년에 처음 발표되었다. 프랜차이즈 주제가는 성우 아이사카 유카, 이시하라 마이, 이쿠타 요시코, 타카하시 리에, 야마모토 노조미로 구성된 그룹 L.I.N.K.s가 작곡했다.
고마오 마코의 앙쥬 비에르쥬 링키지(Ange Vierge Linkage)라는 제목의 만화 시리즈와 요시오카 사카키의 삽화는 2014년부터 2015년까지 후지미 쇼보의 쇼넨 만화 잡지 월간 드래곤 에이지에 연재되었으며 단행본 두 권으로 수집되었다.
앙쥬 비에르쥬 걸스 배틀(Ange Vierge: Girls Battle)이라는 모바일 게임은 2013년 12월 18일에 출시되었다. 게임은 2021년 12월 20일에 서비스가 종료되었다.
2017년 4월 20일, 가도카와는 트레이딩 카드 게임의 추가 개발이 중단되었다고 발표했다. 최종 토너먼트는 2017년 5월에 열렸으며 프랜차이즈의 토너먼트와 캠페인은 2017년 6월 말에 종료되었다. 프랜차이즈의 웹사이트는 2018년 3월 31일에 폐쇄되었다.